# Gilbert Shakespeare

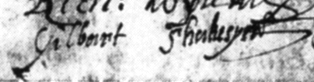
Gilbert Shakespeares Unterschrift vom 5. März 1609/10

Gilbert Shakespeare (* 1566 in Stratford-upon-Avon; † 1612 in Stratford) war ein jüngerer Bruder William Shakespeares. Sein Name ist in lokalen Aufzeichnungen von Stratford-upon-Avon und London zu finden.

## Biografie
Gilbert Shakespeare kam 1566 in Stratford-upon-Avon als eines von acht Kindern zur Welt. Seine Eltern waren John Shakespeare und Mary Shakespeare. Berichten zufolge wurde Gilbert Shakespeare nach Gilbert Bradley benannt, einem Handschuhmacher, der ebenfalls in der Henley Street lebte. Er wurde am 13. Oktober 1566 in der Holy Trinity Church getauft. Später erkrankte Shakespeare an der Pest, welche er jedoch überlebte.
In London arbeitete er ab 1578 als Kurzwarenhändler und Schuhmacher. Im Jahr 1602 kehrte der Engländer in seine Geburtsstadt zurück. 1612 starb er im Londoner Stadtteil Stratford im Alter von 46 Jahren. Beerdigt wurde er laut vielen Quellen am 3. Februar 1612.